# Entoloma rhombisporum
Entoloma rhombisporum är en svampart. Entoloma rhombisporum ingår i släktet Entoloma och familjen Entolomataceae.  Arten är reproducerande i Sverige.

## Underarter
Arten delas in i följande underarter:
- floccipes
- rhombisporum